# Palazzo Zen ai Frari

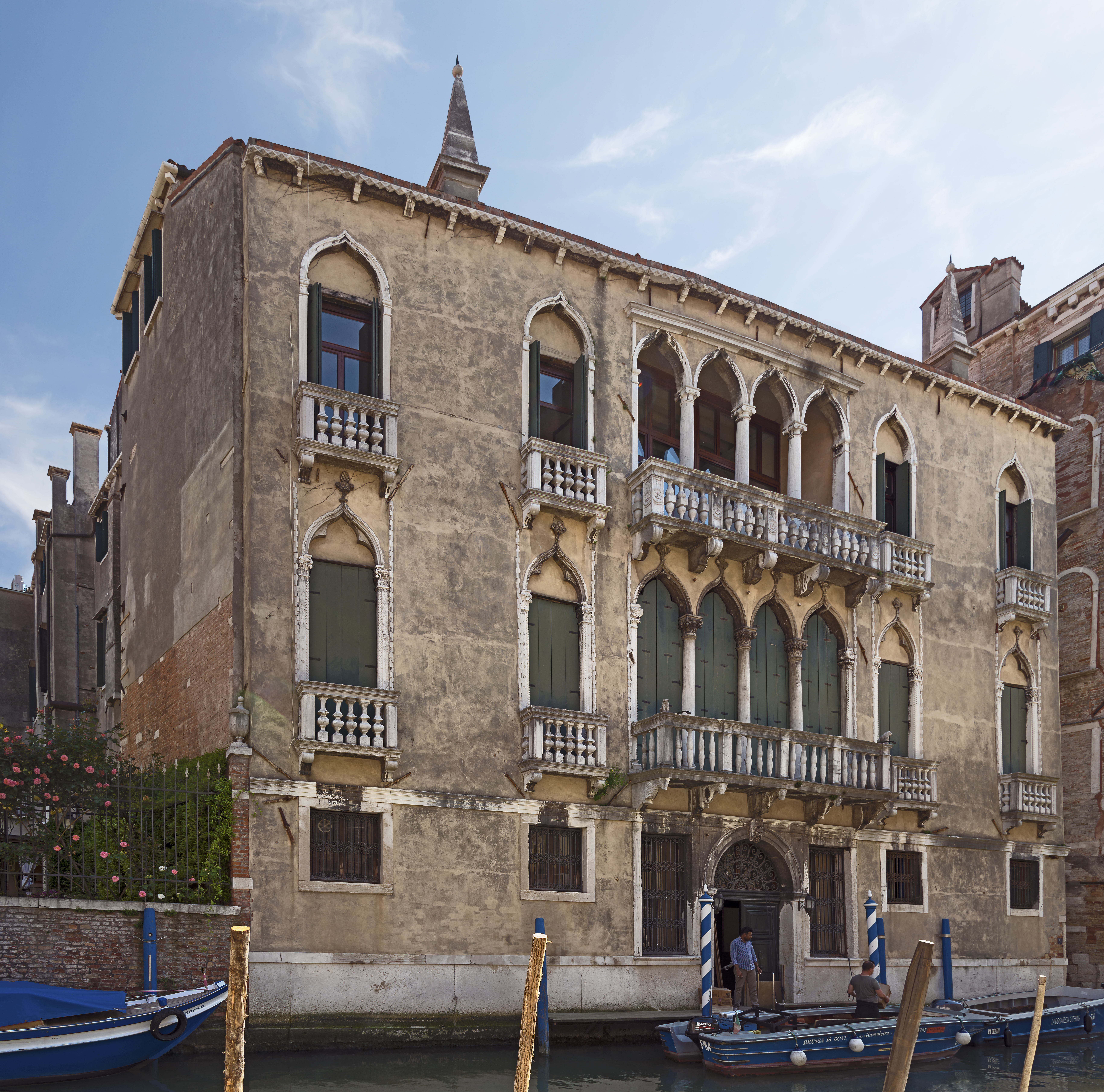
Palazzo Zen ai Friari

Palazzo Zen ai Frari ist ein Palast in Venedig in der italienischen Region Venetien. Er liegt im Sestiere San Polo mit Blick auf den Rio di San Stin. Der Palast befindet sich in etwa in der Mitte zwischen der Basilika Santa Maria Gloriosa dei Frari, dem Staatsarchiv Venedig und dem Campo di San Stin.

## Geschichte
Der Palast wurde im 15. Jahrhundert als Wohnhaus der Familie Zeno errichtet, der er heute noch gehört. In den folgenden Jahrhunderten wurde er mehrmals umgebaut, behielt aber immer seinen eigenen Baustil.

## Beschreibung
Es handelt sich um einen gotischen Palast mit drei Stockwerken und L-förmigem Grundriss. Die beiden Hauptgeschosse zeigen dieselbe Fenstereinteilung: in der Mitte ein Vierfach-Spitzbogenfenster und auf jeder Seite zwei einzelne Spitzbogenfenster. Alle Fenster der beiden Hauptgeschosse sind mit Balustern versehen.
Die Innenräume sind im klassizistischen Stil gehalten, ein Werk von Sebastiano Santi.